# Związki Grignarda

Bromek etylomagnezowy

Chlorek fenylomagnezowy

Związki Grignarda (związki magnezoorganiczne) – metaloorganiczne związki chemiczne, zawierające przynajmniej jedno wiązanie Mg–C. Stosowane w syntezie organicznej, szczególnie do otrzymywania alkoholi. Nazwa pochodzi od nazwiska ich odkrywcy Victora Grignarda, który wraz z Paulem Sabatierem otrzymał Nagrodę Nobla w dziedzinie chemii w 1912 roku.
Związki magnezoorganiczne są jednymi z najczęściej stosowanych związków metaloorganicznych.

## Budowa cząsteczki
Dokładna budowa tych związków nie jest znana ze względu na trudność wyodrębnienia w stanie czystym, jednak ich ogólny wzór przedstawiany jest jako RMgX, gdzie R jest dowolną grupą alkilową lub arylową, a X atomem chlorowca. W typowych związkach organicznych zawierających w cząsteczce heteroatom X (O, N, F, Cl lub Br) wiązanie C–X lub C=X jest spolaryzowane zawsze w kierunku heteroatomu C→X, gdyż ma on większą elektroujemność od węgla. Z tego względu na atomie węgla pojawia się cząstkowy ładunek dodatni (Cδ+), czyli jest on centrum elektrofilowym. W związkach magnezoorganicznych atom węgla połączony jest z atomem magnezu C–Mg, który ma mniejszą elektroujemność od węgla, przez co wiązanie to jest spolaryzowane w kierunku atomu węgla C←Mg (Cδ−). Atom węgla w związku magnezoorganicznym jest zatem centrum nukleofilowym. Zjawisko to nazywa się „przebiegunowaniem” (z niem. umpolung).

## Otrzymywanie
Związki Grignarda najczęściej otrzymuje się w wyniku reakcji odpowiednich halogenopochodnych (pierwszo-, drugo-, trzeciorzędowych) z metalicznym magnezem w bezwodnym środowisku eteru dietylowego.
R−X + Mg _eter_͕ R−Mg−X

## Właściwości chemiczne
Związki magnezoorganiczne wykazują się dużą reaktywnością. Są wrażliwe na działanie tlenu, tworząc wodoronadtlenki lub alkohole, dlatego często podczas reakcji z ich udziałem konieczne jest izolowanie reagującego układu od powietrza.
Związki Grignarda chętnie reagują ze związkami posiadającymi tak zwany aktywny wodór, czyli taki, który ma pewne właściwości kwasowe (między innymi woda, alkohole, aminy, kwasy karboksylowe, terminalne alkiny).

## Zastosowanie
Związki Grignarda wykorzystywane są w syntezie chemicznej, m.in. do tworzenia nowych wiązań C−C, np. w reakcji ze związkami karbonylowymi można uzyskać szereg produktów: